# ダニエル・トリビオ
ダニエル・トリビオ・グティエレス（Daniel Toribio Gutiérrez, 1988年10月5日 - ）は、スペイン・カタルーニャ州ジローナ出身のサッカー選手。ポジションはミッドフィールダー。エストレマドゥーラUD所属。

## 経歴
FCバルセロナの下部組織出身であり、2008-09シーズンはセグンダ・ディビシオンB（3部相当）のタラサFCにレンタル移籍して36試合に出場した。2009年にマラガCFに完全移籍してマラガCF Bに登録された。2009-10シーズン中盤にトップチームに昇格し、2009年11月7日のCDテネリフェ戦(2-2)でプリメーラ・ディビシオン（1部）デビューしたが、この試合ではトリビオと同じくマラガB所属のハビ・ロペスもデビューを果たしている。2009-10シーズンはトップチームで21試合に出場した。2010年8月17日、セグンダ・ディビシオン（2部）のSDポンフェラディーナに1シーズンの契約でレンタル移籍したが、この際にはチームメイトのハビ・ロペスもやはりポンフェラディーナにレンタル移籍している。2010-11シーズンは38試合に出場してプロ初得点も挙げたが、チームはシーズン終了後にセグンダB降格となった。
2011年7月6日、マラガとの2年契約が満了してビジャレアルCFに移籍した。ポンフェラディーナと同カテゴリーのビジャレアルCF Bに登録され、2011-12シーズンはフランシスコ・モリーナ監督やフリオ・ベラスケス監督の下で33試合に出場した。シーズン終了後にはトップチームがセグンダ降格となったためにビジャレアルBは自動的にセグンダB降格処分を受けたが、新たにトップチーム監督に就任したベラスケス監督によってトップチームに登録された。
2015年6月25日、セグンダ・ディビシオンのデポルティーボ・アラベスから同リーグのADアルコルコンに移籍することが発表された。
2020年9月22日、エストレマドゥーラUDに移籍した。